# Vianon
Vianon – rzeka we Francji, przepływająca przez teren departamentu Corrèze, o długości 27,6 km. Stanowi dopływ rzeki Luzège.